# Bryum dimorphum
Bryum dimorphum är en bladmossart som beskrevs av Brotherus 1903. Bryum dimorphum ingår i släktet bryummossor, och familjen Bryaceae. Inga underarter finns listade i Catalogue of Life.